# Pat Boone
Pat Boone (rođen je kao Charles Eugene Boone, Jacksonville, Florida 1. lipnja 1934. - ) je Američki pop pjevač i glumac osobito popularan 1950-ih i 1960-ih. 
Pat Boone prodao je preko 45 milijuna albuma, imao 38 hitova koji su se popeli na top ljestvice i glumio u 12 hollywoodskih filmova. Pat Boone je na vrhuncu svoje karijere bio pjevač starog kova - šlagerskog tipa prije pojave rock and rolla. 
Pat Boone pjeva i nastupa i dan danas.
Boone je bio uspješan na raznim poljima, bio je televizijska zvijezda, vodio je vlastiti show od 1957. – 1959. godine - The Pat Boone Chevy Show. Napisao je puno knjiga, i dosta bestsellera iz 1950-ih (knjiga savjeta za tinejdžere Twixt Twelve and Twenty, Prentice-Hall). Pat Boon pridonio je širenju popularnosti crnačkih pjesama i ritmova rock and rolla 1950-ih.
Po nekim anketama, poput onog magazina Billboard, Boone je bio drugi najpopularniji izvođač 1950-ih, odmah iza  Elvisa Presleyja.
Pat Boone se okušao u mnogim poslovima, a dokazao se kao uspješni voditelj, televizijski zabavljač, ali i kao politički komentator, promicatelj konzervativne politike, te kao veliki kršćanski aktivist, pisac i propovjednik.

## Životopis
Boone je rođen u Jacksonvilleu, Florida ali se već s dvije godine preselio u  Nashville, Tennessee, u kojem je odrastao i proveo školovanje (Lipscomb College,  Lipscomb University). 
Boone je počeo pjevati i izdavati ploče od 1954. godine za diskografsku kuću Republic Records. 
Njegova izvedba pjesme Fats Domina 1955. Ain't That a Shame postala je veliki hit. Na početku svoje karijere Boone se usredostočio na to da izvodi R&B pjesme crnačkih pjevača za svoje bijelo tržište (u to doba ranih 1950-ih ta tržišta bila su gotovo potpuno odvojena, bijelci su slušali i kupovali bijelce, a crnci crnce).
Brojni Boonovi hitovi bili su prepjevi crnačkih R&B hitova poput; Ain't That a Shame (pjesma Fats Domina) Tutti Frutti i Long Tall Sally ( pjesme Little Richarda), At My Front Door (Crazy Little Mama) (  pjesma El Doradosa), te crnačkih blues balada; I Almost Lost My Mind (pjesma Ivory Joe Huntera), I'll be Home (pjesma The Flamingosa) i Don't Forbid Me (pjesma Charlesa Singletona). 
Boone je odrastao u tradicionalnoj protestantskoj kršćanskoj obitelji 1960-ih se pridružio novom vjerskom pokretu Kristova Crkva i postao njihov veliki zagovornik. Boone se držao jakih vjerskih načela i u svojoj karijeri glumca i pjevača, odbijao je pjesme i uloge koji bi se kosili s njegovim vjerskim načelima, tako je odbio ulogu u filmu s tadašnjom velikom zvijezdom Marilyn Monroe. 
U svom prvom glumačkom nastupu u filmu April Love, odbio se ljubiti s partnericom Shirley Jones jer je bila udata.  
Od pojave britanske invazije Boonova karijera kao hit pjevača je okončana, nastavio je snimati ploče i tijekom 1960-ih ali bez odjeka kod publike. Zbog toga se 1970-ih okrenuo gospel i country glazbi (ni tu nije doživio neke veće uspjehe), a nastavio je svoju karijeru glumca, radijskog i televizijskog zabavljača. 
Na početku 1970-ih Pat je osnovao vlastitu diskografsku kuću - Lion & Lamb Records.  Glazbenici s kojima je surađivao bili su; on osobno, The Pat Boone Family, Debby Boone, Dan Peek, DeGarmo & Key, Dogwood.

### Karijera Pat Boona danas
1997. godine Boone je izdao album In a Metal Mood: No More Mr. Nice Guy, zbirku obrade heavy metalnih hitova. 

## Pat Boone u drugim aktivnostima

### Politika
Pat Boone ima konzervativna politička stajališta. Vjeran je republikanac i svoje stavove otvoreno brani i zastupa. 2006. godine, Boone je napisao novinski članak za list WorldNetDaily u kojem je prozvao demokrate zbog njihovih napada na tadašnju američku politiku predsjednika Georga Busha prema Iraku.
Na početku 2007. godine Boone je napisao dva novinska članka u kojima napada Teoriju evolucije kao apsurdnu, netočnu i neosjetilnu 
Za predsjedničke kampanje 2008. godine Pat Boone angažirao se u promociji republikanskog kandidata Johna McCaina 2008.

### Pat i Chevroleti
Pat Boone je veliki propagandist Chevrolet automobila General Motorsa još od 1950-ih, u tom poslu naslijedio je Dinah Shore. 

### Pat i košarka
Pat Boone je veliki ljubitelj košarke, od 1967. godine većinski je vlasnik kalifornijske košarkaške momčadi Oakland Oaks. U međuvremenu je klub imao više velikih financijskih kriza i Boon nema više veze s klubom.

## Diskografija

### Singl ploče na ljestvicama popularnosti
| Datum izdanja | Naslovna pjesma                             | Druga strane (B)                 | Pozicija na ljestvici             | Pozicija na ljestvici     | Pozicija na ljestvici | Pozicija na ljestvici |
| Datum izdanja | Naslovna pjesma                             | Druga strane (B)                 | Billboard Hot 100(američka lista) | Hot Adult(američka lista) | UK(britanska lista)   | R&B(američka lista)   |
| ------------- | ------------------------------------------- | -------------------------------- | --------------------------------- | ------------------------- | --------------------- | --------------------- |
| 1955          | "Two Hearts, Two Kisses"                    |                                  | 16                                |                           |                       |                       |
| 1955          | "Ain't That a Shame"                        |                                  | 1                                 |                           |                       | 14                    |
| 1955          | "At My Front Door (Crazy Little Mama)"      |                                  | 7                                 |                           |                       | 12                    |
| 1955          |                                             | "No Arms Can Ever Hold You"      | 5                                 |                           |                       | 12                    |
| 1955          | "Gee Whittakers!"                           |                                  | 19                                |                           |                       |                       |
| 1956          | "I'll Be Home"                              |                                  | 4                                 |                           |                       |                       |
| 1956          |                                             | "Tutti Frutti"                   | 12                                |                           |                       |                       |
| 1956          | "Just As Long As I'm With You"              |                                  | 76                                |                           |                       |                       |
| 1956          | "Long Tall Sally"                           |                                  | 8                                 |                           |                       |                       |
| 1956          | "I Almost Lost My Mind"                     |                                  | 1                                 |                           |                       |                       |
| 1956          | "Friendly Persuasion"                       |                                  | 5                                 |                           |                       |                       |
| 1956          |                                             | "Chains of Love"                 | 20                                |                           |                       |                       |
| 1957          | "Don't Forbid Me"                           |                                  | 1                                 |                           |                       | 10                    |
| 1957          |                                             | "Anastasia"                      | 37                                |                           |                       |                       |
| 1957          | "Why Baby Why"                              |                                  | 5                                 |                           |                       |                       |
| 1957          |                                             | "I'm Waiting Just For You"       | 27                                |                           |                       |                       |
| 1957          | Love Letters In The Sand"                   |                                  | 1                                 |                           |                       | 12                    |
| 1957          |                                             | "Bernadine"                      | 14                                |                           |                       |                       |
| 1957          | "Remember You're Mine"                      |                                  | 6                                 |                           |                       |                       |
| 1957          |                                             | "There's a Gold Mine in the Sky" | 20                                |                           |                       |                       |
| 1957          | "When The Swallows Come Back To Capistrano" |                                  | 90                                |                           |                       |                       |
| 1957          | "April Love"                                |                                  | 1                                 |                           |                       |                       |
| 1958          | "A Wonderful Time Up There"                 |                                  | 4                                 |                           |                       |                       |
| 1958          |                                             | "It's Too Soon To Know"          | 11                                |                           |                       |                       |
| 1958          | "Cherie, I Love You"                        |                                  | 63                                |                           |                       |                       |
| 1958          | "Sugar Moon"                                |                                  | 5                                 |                           |                       |                       |
| 1958          | "If Dreams Came True"                       |                                  | 7                                 |                           |                       |                       |
| 1958          |                                             | "That's How Much I Love You"     | 39                                |                           |                       |                       |
| 1958          | "Stardust"                                  |                                  |                                   |                           |                       |                       |
| 1958          | "For My Good Fortune"                       |                                  | 21                                |                           |                       |                       |
| 1958          |                                             | "Gee But It's Lonely             | 31                                |                           |                       |                       |
| 1958          | "Yes Indeed!"                               |                                  |                                   |                           |                       |                       |
| 1958          | "I'll Remember Tonight"                     |                                  | 34                                |                           |                       |                       |
| 1959          | "With The Wind And The Rain In Your Hair"   |                                  | 21                                |                           |                       |                       |
| 1959          | "Good Rockin' Tonight"                      |                                  | 49                                |                           |                       |                       |
| 1959          | "For A Penny"                               |                                  | 23                                |                           |                       |                       |
| 1959          | "The Wang Dang Taffy-Apple Tango"           |                                  | 62                                |                           |                       |                       |
| 1959          | "Twixt Twelve And Twenty"                   |                                  | 17                                |                           |                       |                       |
| 1959          | Fools Hall Of Fame"                         |                                  | 29                                |                           |                       |                       |
| 1959          | "Beyond The Sunset"                         |                                  | 71                                |                           |                       |                       |
| 1960          | "(Welcome) New Lovers"                      |                                  | 18                                |                           |                       |                       |
| 1960          | "Words"                                     |                                  | 94                                |                           |                       |                       |
| 1960          | "Walking The Floor Over You"                |                                  | 44                                |                           |                       |                       |
| 1960          | "Spring Rain”                               |                                  | 50                                |                           |                       |                       |
| 1960          | "Moonglow"                                  |                                  |                                   |                           |                       |                       |
| 1960          | "Candy Sweet"                               |                                  | 72                                |                           |                       |                       |
| 1960          | "Delia Gone"                                |                                  | 66                                |                           |                       |                       |
| 1960          | "Dear John"                                 |                                  | 44                                |                           |                       |                       |
| 1960          | "Alabam"                                    |                                  | 47                                |                           |                       |                       |
| 1960          | "The Exodus Song (This Land Is Mine)"       |                                  | 64                                |                           |                       |                       |
| 1961          | "Moody River"                               |                                  | 1                                 | 4                         |                       |                       |
| 1961          | "Big Cold Wind"                             |                                  | 19                                | 5                         |                       |                       |
| 1961          | "Johnny Will"                               |                                  | 35                                |                           |                       |                       |
| 1961          | "Pictures In The Fire"                      |                                  | 77                                |                           |                       |                       |
| 1962          | "I'll See You In My Dreams"                 |                                  | 32                                |                           |                       |                       |
| 1962          | "Quando Quando Quando"                      |                                  | 95                                |                           |                       |                       |
| 1962          | "Speedy Gonzales"                           |                                  | 6                                 |                           |                       |                       |
| 1962          | "Ten Lonely Guys"                           |                                  | 45                                |                           |                       |                       |
| 1962          | "White Christmas"                           |                                  | 116                               |                           |                       |                       |
| 1964          | "Beach Girl"                                | glumi Bruce Johnston             | 72                                |                           |                       |                       |
| 1966          | "Wish You Were Here, Buddy"                 |                                  | 49                                |                           |                       |                       |

### Albumi
- 1956:Pat Boone; Howdy!
- 1957:Pat (#19); Four By Pat (#5); Pat Boone (#20); Pat's Great Hits (#3); Hymns We Love(#21); April Love (soundtrack) (#12); Pat's Great Hits
- 1958: Pat Sings Irving Berlin; Stardust; Yes Indeed!
- 1959: Tenderly (#17); Pat Boone Sings; Tenderly; Side by Side (sa Shirley Boone); White Christmas; He Leadeth Me; Pat's Great Hits Volume 2
- 1960: Moonglow; This and That
- 1961:Albums: Moody River (#29); White Christmas (#39); Great! Great! Great!; Moon River; My God and I
- 1962: Albums: Pat Boone's Golden Hits (#66); State Fair (soundtrack) (#12); 'I'll See You in My Dreams; Pat Boone Reads from the Holy Bible; Pat Boone's Golden Hits; I Love You Truly (sa Shirley Boone).
- 1963:Pat Boone Sings Guess Who?; Days of Wine and Roses; Star Spangled Banner: Tie Me Kangaroo Down Sport
- 1964: Sing Along Without; Days of Wine and Roses; The Touch of Your Lips; Ain't That a Shame; Lord's Prayer; Boss Beat; Near You (s Pete King)
- 1965: Blest Be the Ties that Bind (s the Lipscomb Singer); The Golden Era of Country Hits; My 10th Anniversary with Dot Records; Pat Boone Sings Winners of The Reader's Digest Poll
- 1966: Great Hits of 1965; Memories; Wish You Were Here, Buddy; Christmas is a Comin
- 1967: How Great Thou Art; I was Kaiser Bill's Batman; Golden Hits: 15 Hits of Pat Boone;
- 1972: Come Together:  A Musical Experience in Love
- 1973: Songs for the Jesus Folks
- 1976: Texas Woman
- 1981: Songmaker
- 1997: In a Metal Mood: No More Mr. Nice Guy
- 2002: American Glory
- 2006: Pat Boone R&B Classics - We Are Family

## Filmografija
- The Pied Piper of Cleveland (1955) (dokumentarni film)
- Bernardine (film) (1957)
- April Love (1957)
- Mardi Gras (1958)
- Journey to the Center of the Earth (film) (1959)
- All Hands on Deck (1961)
- State Fair (1962)
- The Main Attraction (1962)
- The Horror of It All (1963)
- The Yellow Canary (1963)
- Never Put It in Writing (1964)
- Goodbye Charlie (1964)
- The Greatest Story Ever Told (1965)
- The Perils of Pauline (1967)
- The Cross and the Switchblade (1970)
- Roger & Me (1989) (dokumentarni film)
- The Eyes of Tammy Faye (2000) (dokumentarni film)
- Fuck (2004) (dokumentarni film)
- Hollywood on Fire (2008) (dokumentarni film)

## Vanjske poveznice
- Patovo zlato  Arhivirana inačica izvorne stranice od 1. ožujka 2009. (Wayback Machine)
- Kratka biografija Pat Boona
- Diskografija Pat Boona